# Pan Tianshou
Pan Tianshou (en xinès simplificat: 潘天寿; en xinès tradicional: 潘天壽 en pinyin: Pān Tiānshòu) (Zhejiang, 1897 — Hangzhou, 1971) fou un pintor, cal·lígraf, professor i teòric d'art contemporani que va viure durant els darrers anys de l'imperi Qing i durant la República de la Xina.

## Dades biogràfiques
Pan va néixer el 14 de març de 1897 a Guanzhuang, comtat de Ninghai, província de Zhejiang i va morir el 1971. El seu nom era Pan Tianjin. De família camperola, va quedar orfe de mare el 1903. De molt petit va estudiar en un centre privat i, mentre. practicava la cal·ligrafia i copiava il·lustracions de novel·les. El 1910 estudia a l'escola primària i va començar rebre educació occidental però va continuar interessant-se per la cal·ligrafia i la pintura (a més dels segells per a tinta). Finalment va decidir dedicar-se de ple a la pintura xinesa. El 1915 ingressa a l'Escola Normal Zhejiang (Hangzhou). Participà en el moviment patriòtic “Quatre de Maig” (1919). Un cop graduat, el 1920, fa de professor de primària a Ninghai. Aprofundint els seus coneixements artístics (dedicant-se, també, a la poesia). Es traslladà, el 1922, a una escola de primària del comtat de Xiaofeng a la prvíncia de Zhejiang, actualment comtat d'Anji. A Xanhai, el 1923, ensenya en un col·legi femení (1923) i en l'Acadèmia de Belles Arts (Departament de Pintura Xinesa)(com a professor no numerari). El 1924 es consolida la seva plaça a l'Acadèmia i comença a escriure el seu tractat sobre “La història de la pintura xinesa” que acabarà el 1925. L'any següent és un dels fundadors de l'Escola Xinhua de Belles Arts de Xanghai on arribarà a ser el professor en cap del Departament d'Educació el 1927. El 1962, Pan va organitzar una exposició individual al Museu d'Art xinès de Pequín, exhibint 90 obres de pintures, segells i cal·ligrafia. Arran de la Revolució Cultural va sofrir persecució.

## Obra pictòrica
L'estil de Pan està influenciat per la pintura clàssica xinesa però els temes de flors i ocells no són un simple calc dels grans mestres, essent considerats un dels iniciadors de la pintura xinesa moderna. També va ser un notable paisatgista. Va realitzar obres pintant amb els dits i en la seva pintures remarca les línies. El seu estil propi es concreta als anys 40 del segle xx i adquireix la seva maduresa als anys 50. Entre les seves obres destaquen, entre altre, “Lluna brillant sobre wistèria”, “Corb solitari dalt d'un arbre vell”, “Monjo calb” i “El mendicant”.